# Спірякіна Віра Петрівна
Віра Петрівна Спірякіна (нар. 28 лютого 1941, Ліпибоки) — українська письменниця, художник, майстер декоративно-прикладного мистецтва, Членкиня Хмельницького обласного осередку ВТС «Конгрес літераторів України», літературно-мистецького об’єднання «Сонях» ім. В. С. Бабляка.

## Біографія
Віра Спірякіна народилася 28 лютого 1941 р. в с. Ліпибоки Городоцького району Хмельницької області. Навчалася у Ліпибоцькій семирічній школі та Калитинецькій середній школі Городоцького р-ну. Закінчила Кам'янець-Подільський педагогічний інститут та Московський заочний університет мистецтв за фахом станковий живописець, графік.
Працювала в Ліпибоцькій школі старшою піонервожатою та вчителем малювання. З 1996 по 2001 р. працювала викладачем декоративно-прикладного мистецтва Дунаєвецької школи мистецтв. Обіймала посади: військовослужбовець,  бібліотекар, художник-оформлювач, інструктор культурно-масової роботи, начальник Будинку офіцерів.

## Творча спадщина
Віра Петрівна Спірякіна є членом Дунаєвецького літературно-мистецького об’єднання «Сонях» ім. В. Бабляка та членом Хмельницького обласного осередку ВТС «Конгрес літераторів України». З під пера письменниці вийшли такі книги віршів, як: «Горлиця» (1998), «На крилах жар-птиці» (2016), «Буськова подяка» (2016), «Вогник роду» (2017), «Вітрила любові» (2019). Друкувалась у збірниках та альманахах: «Сонях», «Безсоння вишень», «Тернавське гроно», «За покликом серця», «Медобори», «Ми діти твої, Україно!», м. Київ; «Ковток життя», м. Біла Церква; «Огневежа–5», м. Хмельницький; «Оберіг» (збірка патріотичної поезії), м. Харків; «Слово єднає», «Гарний настрій», «Пером, і пензлем, і душею» (літературно-мистецька антологія), «Так ніхто не кохав!», «Віконце в літо», м. Київ та ін. У своїй поезії  Віра Петрівна старається перенести красу життя на землі. На слова В.П. Спірякіної написано більше 30 пісень місцевими композиторами В.Шкорбецьким, В.Ніколишиним, Ф.Чешньовським. Записано альбом пісень та поезій «Я родом із села». Брала участь у фестивалі «Слово єднає!» у 2015-2019 рр.
Окрім мистецтва пера Віра Спірякіна опанувала такі техніки народного мистецтва як вишивка, витинанка, флористика, писанкарство. Її картини, виконані в техніці «аплікація з пір’я»: унікальність полягає в тому, що її картини виготовлені лише за допомогою пір'я та клею. Спочатку мисткиня малювала фарбами, гуашшю, проте пізніше перейшла на створення картин за допомогою підручного засобу - пір'я курей, гусей, індиків та інших птахів, які водяться на Поділлі.  Готові картини художниця покриває лаком для волосся, щоб вони були блискучими.  Віра Петрівна на свої картини витрачає від декілька тижнів до двох років.
У травні 1997 р. відбулася перша персональна виставка Віри Спірякіної у м. Кам'янець-Подільський. Зі своїми художніми творами виставлялася у військових частинах Криму, в містах: Пиляві, Городку, Староконстянтинові, Хмельницькому.  
Окремою сторінкою в житті Віри Спірякіної є волонтерство. У 2001 р. вона стала  волонтером інвалідного руху на Дунаєвеччині. Організовує волонтерську допомогу в постачанні книг воїнам ООС, щедро даруючи їм і свої книги, активна учасниця волонтерського проєкту Поважної ради Дунаєвецької ОТГ «Із рук в руки». 
Крім цього Віра Петрівна багато років вивчає лікувальні властивості трав.  
Проживає у м. Дунаївці Хмельницької області. 